# 脆硫銻銅礦
脆硫銻銅礦（英語：Famatinite），也稱法馬丁礦，化學式為Cu3SbS4。雖為含銅金屬礦物，但在世界上產量不多，無法成為主要煉銅經濟礦物，也因其稀有性，成為博物館、地質研究者、礦石收藏家相爭收藏的標本。

## 物理性質
脆硫銻銅礦晶體具有相當高的脆性，帶有紫紅色的灰色，外觀常見像是葡萄般一顆一顆的球體構造，放大後觀察，每個球體是由許多近似方形的小晶體聚集在一起。

## 化學特性
今日的礦物學分類中，脆硫銻銅礦屬呂宋礦－脆硫銻銅礦系列（luzonite-famatinite series）礦物，與呂宋礦（luzonite）是同構異質（Isomorphism）礦物。兩者結晶構造相似，成分一個是以砷為主、另一則以銻為主，兩者在自然界中能以固溶體（solid solution）出現，代表砷與銻能以互相不同比例混合出現，成為兩礦物的混合體，因此肉眼難以鑑定兩種礦物。 此外，脆硫銻銅礦與硫砷銅礦為類質同像，是含銻的銅礦。

## 發現與命名
1873年由地質專家阿爾弗雷德·威廉·斯泰爾茲納在阿根廷西部拉里奧哈省（La Rioja）的法馬蒂納山脈（Sierra de Famatina）第一次發現這個礦物，故以當地地名命名英文學名Famatinite，音譯為「脆硫銻銅礦」。

## 分布與產地
亞洲臺灣金瓜石礦區，南美洲阿根廷拉里奧哈省的法馬蒂納山脈、美國的內華達州、亞利桑那州、蒙大拿州、科羅拉多州、加州等礦區，以及墨西哥、秘魯等地。

## 礦石標本
1966年在臺灣首次發現脆硫銻銅礦，礦石標本於金瓜石本山六坑四百米脈取得，經臺灣大學地質科學系譚立平教授透過X光鑑定及詳細的化學分析，確定為脆硫銻銅礦，此標本具有罕見發育良好的晶體，大小約8釐米，以球狀、殼狀的聚晶於礦化的砂岩上，與重晶石共生，當時被譽為世界最佳樣本。
其後發現脆硫銻銅礦的地點多位於新北市瑞芳區金瓜石本山及長仁礦區坑內，在地表尚未有發現的紀錄。